# Valdemar Schmidt (teolog)
Johan Henrik Gamst Valdemar Schmidt (født 7. januar 1836 i Hammel, død 26. juni 1925 i København) var en dansk ægyptolog og assyriolog.
Schmidt blev student 1854 fra Horsens lærde Skole og cand. theol. 1859. Han foretog rejser og studier i udlandet 1860-69, hvorefter han blev Dr. phil. 1873. Han fik professors navn 1869 og var docent ved universitetet fra 1882. Han var censor ved teologisk eksamen og medlem i bestyrelsen for den danske afdeling af Alliance Française og for Det Kongelige Danske Geografiske Selskab.
Han blev Ridder af Dannebrog 1868 og Dannebrogsmand 1912.